# Angelo Amato

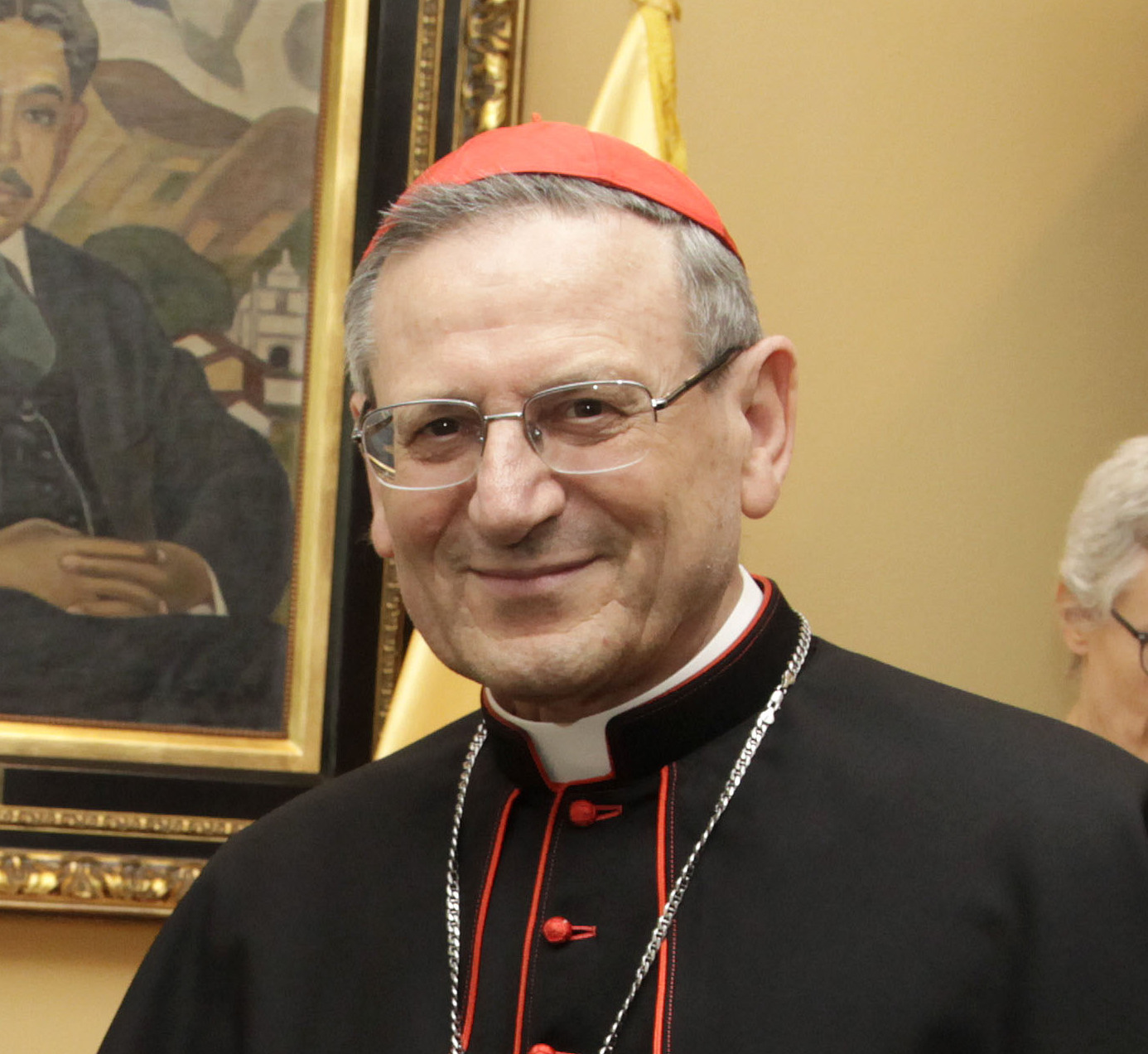
Angelo Kardinal Amato (2015)

Kardinalswappen

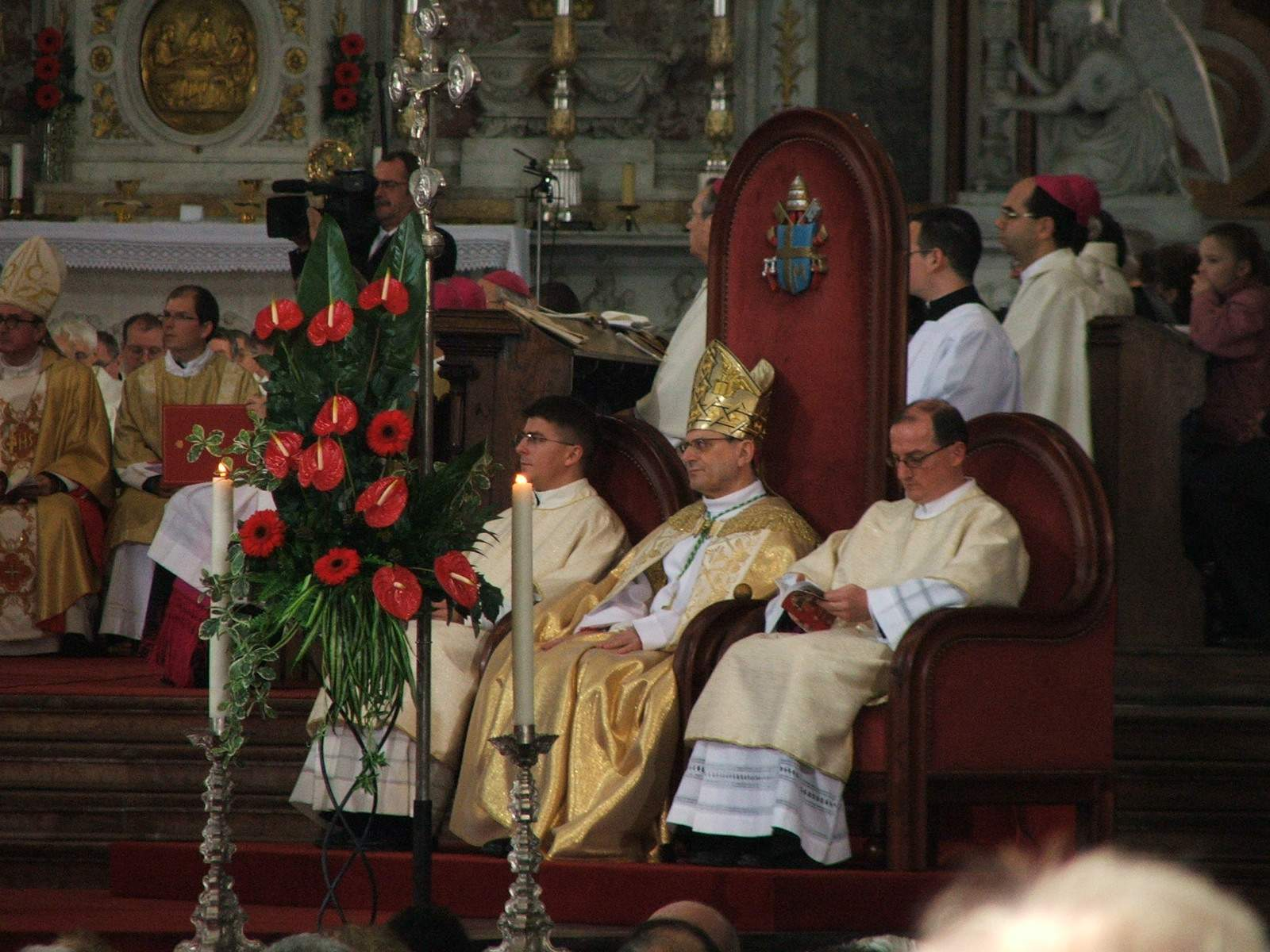
Erzbischof Amato bei der Seligsprechung von Zoltán Meszlényi in Esztergom, 2009

Angelo Kardinal Amato SDB (* 8. Juni 1938 in Molfetta, Provinz Bari, Italien; † 31. Dezember 2024 in Rom) war ein italienischer Ordenspriester und Kurienkardinal der römisch-katholischen Kirche und Präfekt der Kongregation für die Selig- und Heiligsprechungsprozesse.

## Herkunft und Ausbildung
Nach dem Eintritt in die Ordensgemeinschaft der Salesianer Don Boscos studierte Amato Katholische Theologie und Philosophie und empfing am 22. Dezember 1967 das Sakrament der Priesterweihe. 1974 wurde er an der Gregoriana in Rom zum Doktor der Philosophie promoviert und war anschließend Professor für Dogmatik an der Päpstlichen Universität der Salesianer zu Rom, wo er auch Dekan der Theologischen Fakultät und von 1997 bis 2000 Vizerektor war.
Bereits als Berater der Kongregation für die Glaubenslehre tätig, wie auch für die Päpstlichen Räte für die Einheit der Christen bzw. für den Interreligiösen Dialog, ernannte ihn Papst Johannes Paul II. am 19. Dezember 2002 zum Titularerzbischof von Sila und bestellte ihn zum Sekretär der Kongregation für die Glaubenslehre.

## Bischof und Kardinal
Am 6. Januar 2003 spendete ihm Johannes Paul II. im Petersdom die Bischofsweihe; Mitkonsekratoren waren die Kurienerzbischöfe Leonardo Sandri und Antonio Maria Vegliò.
Am 9. Juli 2008 ernannte ihn Papst Benedikt XVI. zum Präfekten der Kongregation für die Selig- und Heiligsprechungsprozesse. Im feierlichen Konsistorium vom 20. November 2010 nahm ihn Papst Benedikt XVI. als Kardinaldiakon mit der Titeldiakonie Santa Maria in Aquiro in das Kardinalskollegium auf.
Nach dem Rücktritt Benedikts XVI. nahm Amato am Konklave 2013 teil, in dem Papst Franziskus gewählt wurde.
Der neue Papst Franziskus bestätigte ihn im Dezember 2013 als Präfekten der Kongregation für die Selig- und Heiligsprechungsprozesse. Am 26. Mai 2018 ernannte Papst Franziskus Giovanni Angelo Becciu ab dem 1. September 2018 zum Nachfolger Amatos als Präfekt der Kongregation für die Selig- und Heiligsprechungsprozesse. Am 3. Mai 2021 wurde er von Papst Franziskus unter Beibehaltung seiner Titeldiakonie als Titelkirche pro hac vice zum Kardinalpriester ernannt.
Kardinal Amato starb am 31. Dezember 2024 im Alter von 86 Jahren in Rom.

## Mitgliedschaften
Angelo Amato war Mitglied folgender Institution der Römischen Kurie:
- Kongregation für die Glaubenslehre (seit 2010[8], bestätigt 2010[9])
- Kongregation für den Gottesdienst und die Sakramentenordnung (seit 2010[10], bestätigt 2010[9])
- Päpstlicher Rat zur Förderung der Einheit der Christen (seit 2010)[9]
- Päpstliche Akademie für Theologie
- Internationale Marianische Päpstliche Akademie